# Lycoriella molokaiensis
Lycoriella molokaiensis là một ruồi trong họ Sciaridae, thuộc chi Lycoriella.